# Amour limite zéro
Albums de Éric Charden
J’ai la tête pleine de Provence Le monde est gris
Amour limite zéro est le deuxième album d'Éric Charden, sorti en 1965. 

## Liste des titres
1. Adieu ma mie, adieu ma mère
2. Laetitia
3. Il y a longtemps
4. Les amoureux
5. Fernand
6. Le temps passé
7. Rien n’a changé
8. Tu n’es pas là
9. Racatac
10. L’au-delà
11. Noë
12. Ah que t’es belle Marie